# (13184) Augeias
(13184) Augeias (1996 TS49) – planetoida z grupy trojańczyków okrążająca Słońce w ciągu 11,66 lat w średniej odległości 5,14 j.a. Odkryta 4 października 1996 roku.